# 589 Хрватска
589 Хрватска (енгл. 589 Croatia) је астероид главног астероидног појаса. Приближан пречник астероида је 87,54 ,
а средња удаљеност астероида од Сунца износи 3,132 астрономских јединица (АЈ).
Инклинација (нагиб) орбите у односу на раван еклиптике је 10,814 степени, а орбитални период износи 2025,390 дана (5,545 година). Ексцентрицитет орбите астероида износи 0,039.
Апсолутна магнитуда астероида износи 9,14 а геометријски албедо 0,050.
Астероид је откривен 3. марта 1906. године.